# Relaciones Kazajistán-México
Las naciones de Kazajistán y México establecieron relaciones diplomáticas en 1992. Ambas naciones son miembros de las Naciones Unidas.

## Historia
Kazajistán y México establecieron formalmente relaciones diplomáticas el 14 de enero de 1992, poco después de la disolución de la Unión Soviética. Al principio, ha habido poco contacto diplomático entre ambas naciones, con representantes de ambas naciones reuniéndose solamente en foros internacionales tales como en las Naciones Unidas.
En septiembre de 2014, el ministro de Relaciones Exteriores de Kazajistán, Erlan Idrissov, realizó una visita oficial a México. El ministro Idrissov se reunió con su homólogo mexicano, José Antonio Meade y mantuvo reuniones privadas con el secretario de Economía Ildefonso Guajardo Villarreal, con el presidente del Senado Mexicano Miguel Barbosa y el expresidente Vicente Fox. Durante su visita, ambas naciones anunciaron planes para abrir embajadas residentes en sus respectivas capitales.
Ambas naciones han aumentado la cooperación en el establecimiento de mecanismos para que sus regiones se conviertan en zonas libres de armas nucleares. En mayo de 2015, un cohete ruso con un satélite mexicano fue lanzado desde Kazajistán y se estrelló minutos después debido a problemas técnicos. En 2016, Kazajistán abrió una embajada residente en la Ciudad de México. En 2017, México participó en la Expo 2017 que se celebró en Astaná y asistió el subsecretario de Relaciones Exteriores de México, Carlos de Icaza González.
En 2022, ambas naciones asistieron a su tercera reunión bilateral sobre asuntos de interés común, celebrada en la Ciudad de México. Ese mismo año, ambas naciones celebraron 30 años de relaciones diplomáticas.

## Visitas de alto nivel

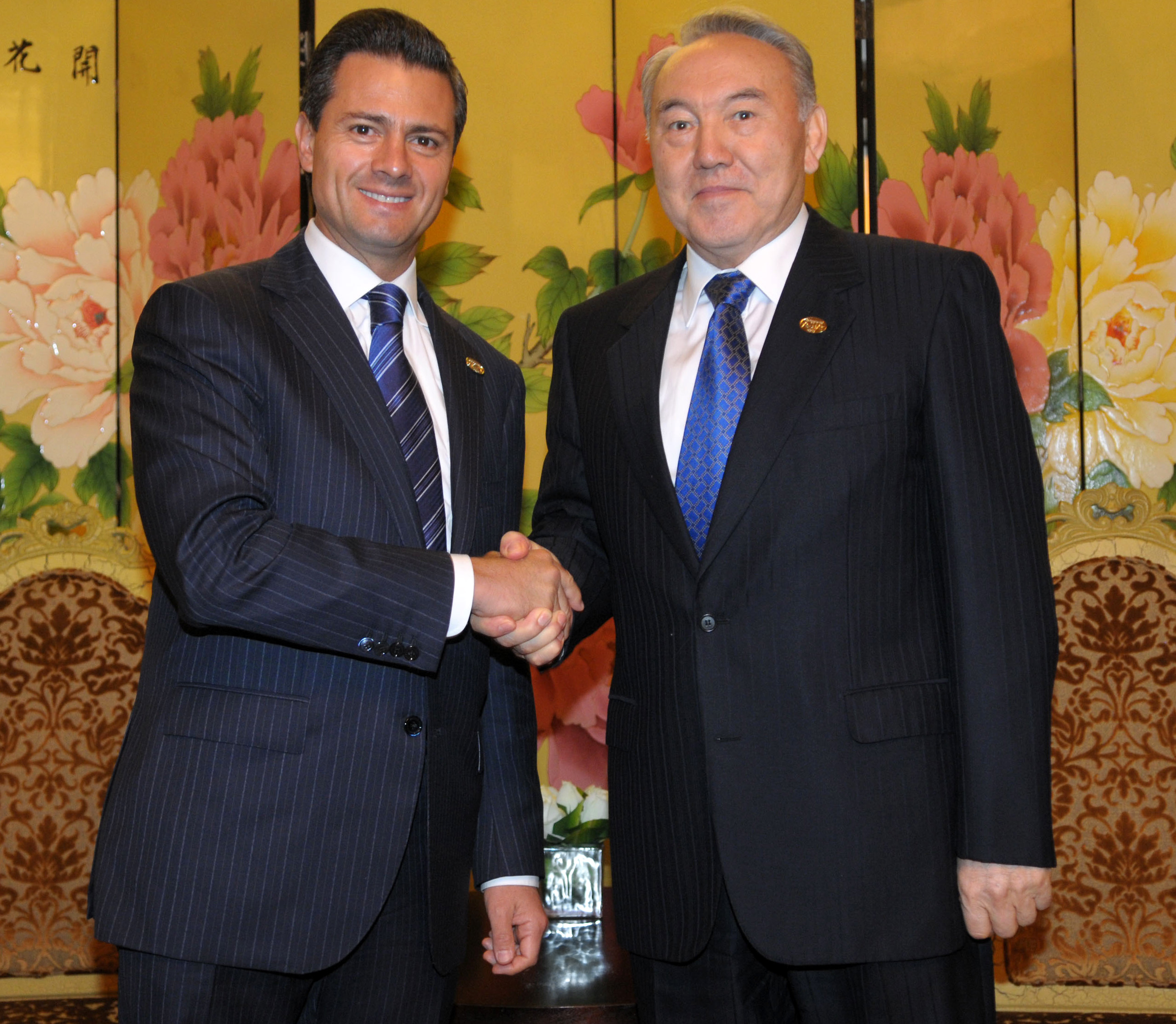
El presidente mexicano Enrique Peña Nieto y el presidente kazajo Nursultán Nazarbáyev en Hainan, China; abril de 2013.

Visitas de alto nivel de Kazajistán a México
- Ministro de Relaciones Exteriores Erlan Idrissov (2014)
- Viceministro de Relaciones Exteriores Yerzhan Ashikbayev (2015)

Visitas de alto nivel de México a Kazajistán
- Subsecretario de Relaciones Exteriores Carlos de Icaza González (2017)

## Acuerdos bilaterales
Ambas naciones han firmado algunos acuerdos bilaterales, como un Acuerdo para abolir los requisitos de visa para el pasaporte oficial, de servicio y diplomático (2014); Memorando de Entendimiento sobre el Establecimiento de un Mecanismo de Consulta en las áreas de Intereses Mutuos entre los Ministerios de Relaciones Exteriores de ambos países (2014) y un Memorando de Entendimiento en Cooperación entre la Academia de Administración Pública de Kazajistán y el Instituto Matías Romero de México que prepara diplomáticos, y también adoptó una declaración conjunta que refleja los problemas bilaterales y las posiciones de los dos países sobre asuntos globales (2014).

## Comercio
En 2023 el comercio bilateral entre ambas naciones ascendió a $32,3 millones de dólares. Las exportaciones de Kazajistán a México incluyen: minerales, ferroaleaciones, productos de base química y circuitos impresos. Las exportaciones de México a Kazajistán incluyen: tubos y caños, accesorios de tuberías, teléfonos y teléfonos móviles, vehículos de motor y sus repuestos, alcohol y petróleo.

## Misiones diplomáticas residentes
- Kazajistán tiene una embajada en la Ciudad de México.[9]
- México está acreditado ante Kazajistán desde su embajada en Ankara, Turquía,[10] y mantiene un consulado honorario en Almatý.[11][12]

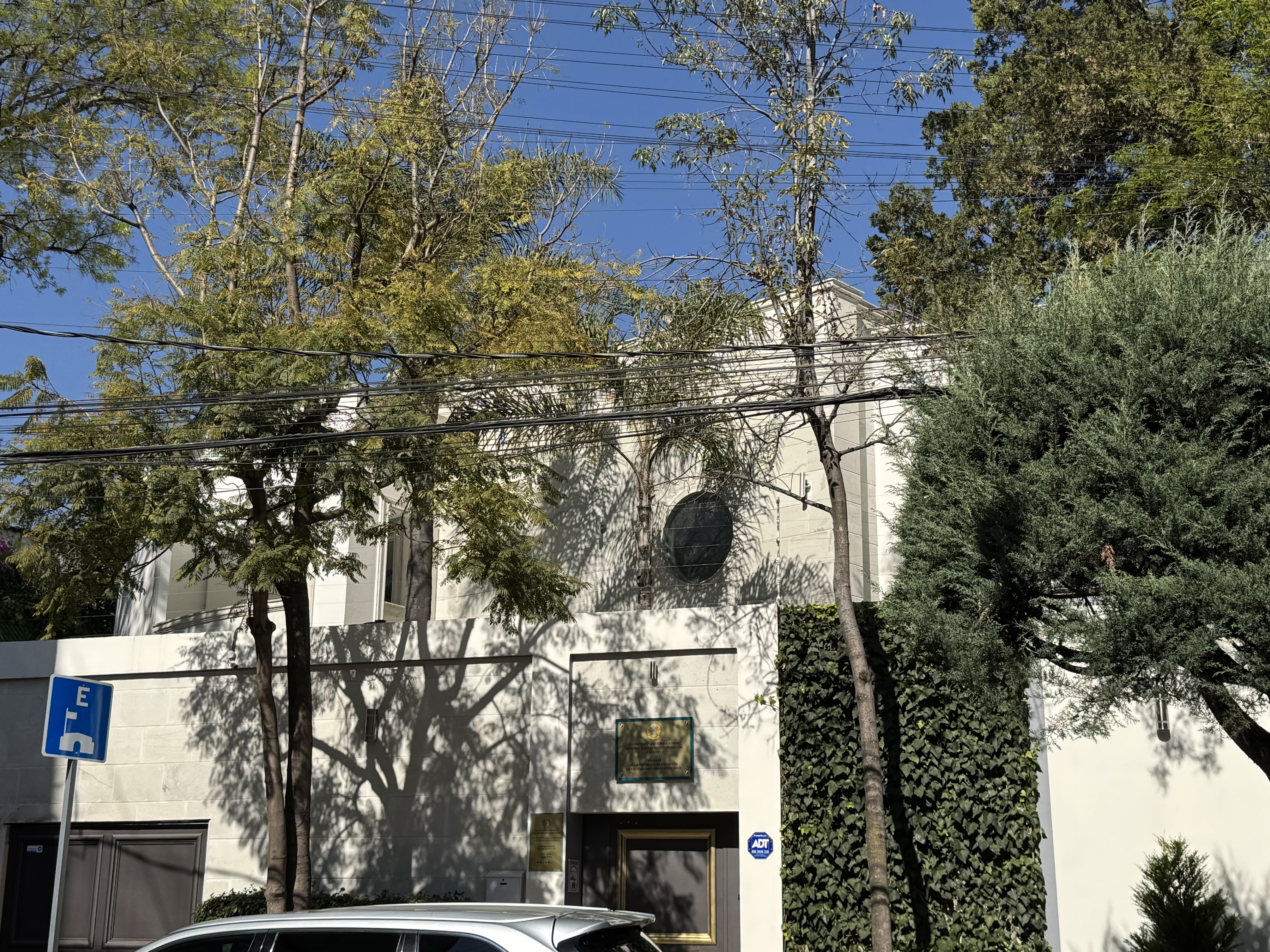
Embajada de Kazajistán en la Ciudad de México
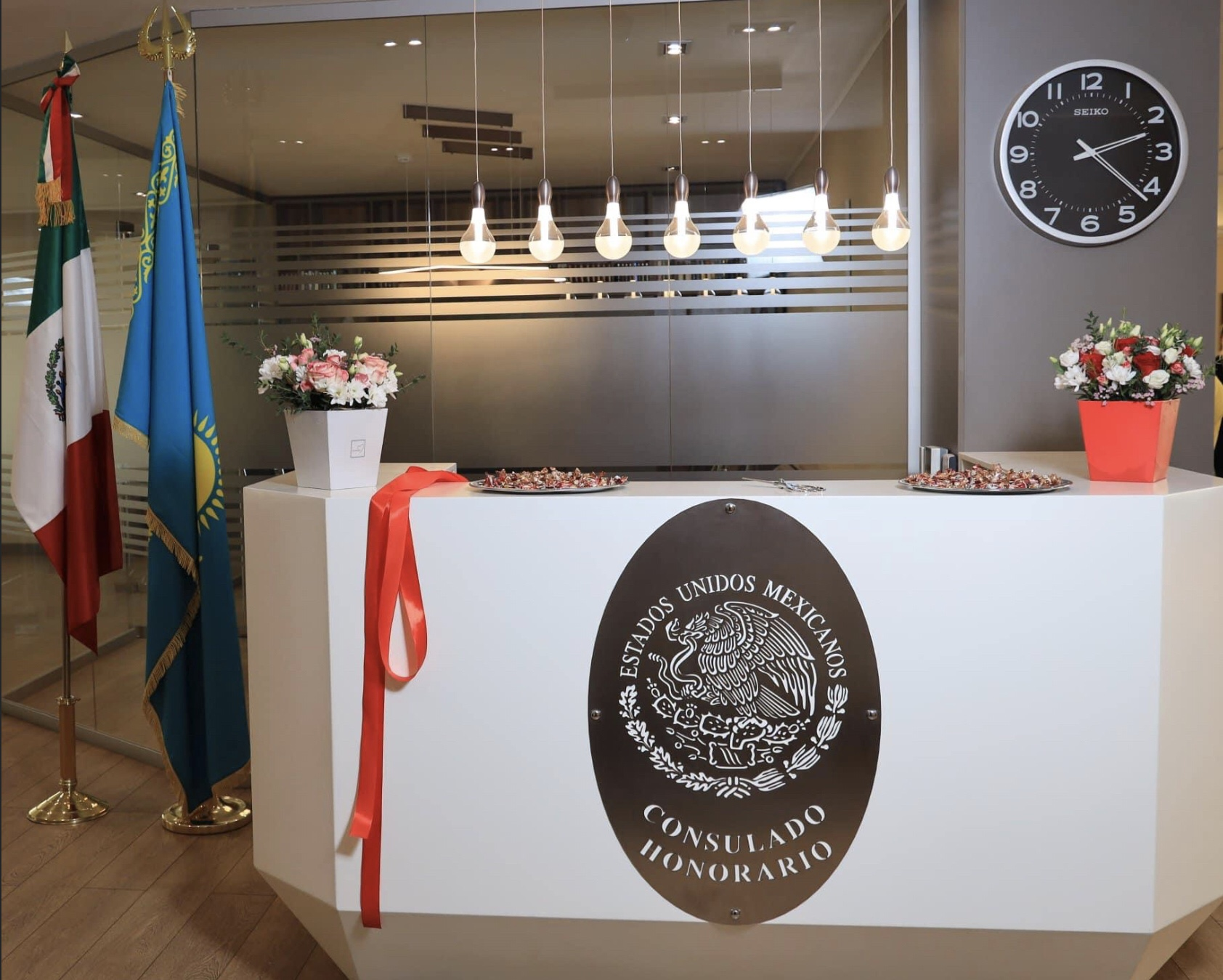
Consulado Honorario de México en Alma Ata